# Фёдоровка (Диканьская поселковая община)
Федоровка (укр. Федорівка) — село,
Великорудковский сельский совет,
Диканьский район,
Полтавская область,
Украина.
Код КОАТУУ — 5321082008. Население по переписи 2001 года составляло 23 человека.

## Географическое положение
Село Фёдоровка находится в 1,5 км от левого берега реки Средняя Говтва.
На расстоянии в 1 км расположено село Степановка.
По селу протекает пересыхающий ручей с запрудой.

## Экономика
- Молочно-товарная ферма (не существует)